# 대학 스포츠

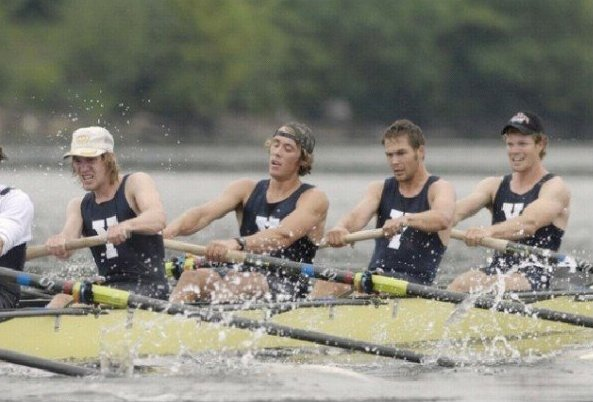
하버드 대학생들의 조정 경기

대학 스포츠, 또는 대학 운동 경기는 비프로 수준의 대학 재학생들로 이루어진 스포츠를 말한다.

## 같이 보기
- FISU 세계대학경기대회